# Amphiledorus
Amphiledorus es un género de arañas cazadoras de hormigas del orden Araneae. Fue descrito por Rudy Jocqué y Bosmans en 2001.

## Especies
- Amphiledorus adonis Jocqué y Bosmans, 2001
- Amphiledorus balnearius Jocqué y Bosmans, 2001
- Amphiledorus histrionicus (Eugène Simon, 1884)
- Amphiledorus ungoliantae Pekár y Cardoso, 2005